# Ene-1 GP
Ene-1 GPとは、大会側から支給される同一コンディションの単三形充電池を動力源とし、ツインリンクもてぎと鈴鹿サーキットで開催される総合的なエネルギーマネジメント競技。

## 概要
2011年より鈴鹿サーキットで開催され、その後2012年からツインリンクもてぎでも開催される。省エネルギーマネジメント競技としてはこれまでにもエコラン等が開催されてきており、電気自動車のエコランではワールド・エコノ・ムーブと双璧を成す。
参加チームの顔触れは工業高校や工業大学、工学部等、エコランでの常連が顔を揃える。従来開催されてきたワールド・エコノ・ムーブではかつて豊橋等でも開催されてきたが近年では開催地が減り、そのため参加チームは秋田県大潟村や千葉県、宮城県などと長距離の移動を余儀なくされるため、高校生のチームなどは参加のハードルが上がっていたが、ツインリンクもてぎや鈴鹿サーキットで開催されるため周辺の地域のチームの参加が容易になった。また、使用される車輛はワールド・エコノ・ムーブやワールド・ソーラー・バイシクル・レースのSクラスで使用される車輛を流用可能なため、チームにとっても負担が軽くて済むため、歴史は浅いものの、参加チーム数は年々増え、2018年度は128チームにものぼる。

## 歴史
| 年   | クラス | 優勝チーム                  | 合計タイム |
| ---- | ------ | --------------------------- | ---------- |
| 2011 | KV-1   | 四十雀                      | 10′32.038  |
| 2011 | KV-2   | 紀北工業高等学校 生産技術部 | 15′49.843  |
| 2011 | KV-3   | チーム四中工                | 19′42.055  |
| 2012 | KV-1   | チーム"ヨイショット!"ミツバ | 20′36.738  |
| 2012 | KV-2   | 飯田工業高校原動機部        | 28′39.724  |
| 2013 | KV-1   | アヒルエコパレーシング東郷  | 18′42.365  |
| 2013 | KV-2   | 飯田OIDE長姫高校 原動機部   | 20′36.726  |
| 2014 | KV-1   | 飯田OIDE長姫高校 原動機部   | 19′33.321  |
| 2014 | KV-2   | 飯田OIDE長姫高校 原動機部   | 22′24.184  |
| 2015 | KV-1   | TeamBIZON                   | 18′27.310  |
| 2015 | KV-2   | 飯田OIDE長姫高校 原動機部   | 20′49.087  |
| 2016 | KV-1   | 飯田OIDE長姫高校 原動機部   | 17′47.515  |
| 2016 | KV-2   | ４０４ｅｃｏｒｕｎ          | 22′47.742  |
| 2017 | KV-1   | 飯田OIDE長姫高校 原動機部   | 17′33.585  |
| 2017 | KV-2   | 飯田OIDE長姫高校 原動機部   | 20′36.791  |
| 2018 | KV-1   | 木本工作所                  | 17′31.340  |
| 2018 | KV-2   | nn-tech エコランチーム      | 19′51.045  |

| 年   | クラス | 優勝チーム                |
| ---- | ------ | ------------------------- |
| 2012 | KV-1   | 今市工業高校              |
| 2012 | KV-2   | 飯田工業高校原動機部      |
| 2013 | KV-1   | TeamBIZON                 |
| 2013 | KV-2   | 飯田OIDE長姫高校 原動機部 |
| 2014 | KV-1   | Team BIZON                |
| 2014 | KV-2   | 飯田OIDE長姫高校原動機部  |
| 2015 | KV-1   | ZDP                       |
| 2015 | KV-2   | 飯⽥OIDE⻑姫⾼校 原動機部 |
| 2016 | KV-1   | ZDP                       |
| 2016 | KV-2   | Team U-TECH               |
| 2017 | KV-1   | ZDP                       |
| 2017 | KV-2   | 飯⽥OIDE⻑姫⾼校 原動機部 |
| 2018 | KV-1   | ZDP                       |
| 2018 | KV-2   | 飯⽥OIDE⻑姫⾼校 原動機部 |

## レギュレーション
単三型充電池であるエネループ40本を動力源として使用する。走行中の回生エネルギーによる電池への充電装置の設置は認められていない。
- KV-1

車両重量制限なし
- KV-2

車両重量35kg以上制限
- KV-BIKEチャレンジ

2輪車で競う